# Sawada Kentaro
Sawada Kentaro (sinh ngày 15 tháng 5 năm 1970) là một cầu thủ bóng đá người Nhật Bản.

## Đội tuyển bóng đá quốc gia Nhật Bản
Sawada Kentaro thi đấu cho đội tuyển bóng đá quốc gia Nhật Bản từ năm 1995 đến 1996.

## Thống kê sự nghiệp
| Đội tuyển bóng đá Nhật Bản | Đội tuyển bóng đá Nhật Bản | Đội tuyển bóng đá Nhật Bản |
| Năm                        | Trận                       | Bàn                        |
| -------------------------- | -------------------------- | -------------------------- |
| 1995                       | 2                          | 0                          |
| 1996                       | 2                          | 0                          |
| Tổng cộng                  | 4                          | 0                          |